# Minwashin
Minwashin est une association autochtone à but non lucratif fondée en 2017. Créé par Richard Kistabish et Roger Wylde, l'organisme a vu le jour il y a six ans et vise à promouvoir la culture autochtone de l'Abitibi-Témiscamingue. En fondant cet organisme, Richard a pour but de soutenir, de développer, de célébrer les arts la langue et la culture anishinaabeg. Minwashin travaille avec Culturat et d'autres organismes régionaux pour défendre les droits culturels des Anicinabeks. Culturat a pour but de mobiliser la population de l'Abitibi-Témiscamingue dans un mouvement innovant, créatif, rassembleur et structurant en misant sur les arts et la culture. En 2022 l'organisme est allé dans une école pour sensibiliser les jeunes à la réalité autochtone.
On est voisins et on ne se parle pas. Ça, ça permet justement d’échanger, de partager et de repartir sur une nouvelle façon de voir la culture anishinabe. Et dans ce cas-ci, ça permet d’ouvrir les horizons des étudiants au niveau scolaire et d’entrevoir dans le futur une collaboration, peut-être une façon de travailler ensemble - Roger Wylde le co-président
En 2022, leur exposition nommée Nin, Je suis, I am est présentée à  l'UNESCO. L'exposition se trouvait à Paris du 21 au 27 avril. L'exposition était composée de photos, de sons et des écrits en langue anichinabé. L'exposition est aussi disponible à Ville-Marie.

## Miaja
Créé en 2018, Miaja qui veut dire : « On y va » en langue anishinaabemowin est un point de rencontre nomade. Puis, en 2019, 2021 puis 2023 il eut d'autres rencontres. Miaja se produit chaque fois sur un point nomade différent. Toutes les communautés y sont conviées. Chaque représentant des neuf communautés vient pour souligner sa tradition orale en faisant plusieurs ateliers de conférence et cercle de parole. Miaja a été créé pour instaurer la création et aider la communauté à maintenir sa culture. Il propose des discussions sur la conservation culturelle et d'autres enjeux qui touche les nations. Il y a des prestations d'artiste autochtone un kiosque artisanal et des expériences visuelles.

## Historique
- 2017 : L'organisme est officiellement crée[1].

- Automne 2019 : Documentaire de 14 épisodes Ninawit[8].

- 21 juin 2021 :  Lancement d'un balados Pisheshin[9].

- 2022 : Exposition à l'UNESCO Nin, Je suis, I am[5].

- Bibliothèques virtuelles : Mikisikwaso et Nipakanatik[10].

- 2018-2019-2021-2023 : Miaja[6].

- Été 2023 : Circuit photographique Makwa[11].